# Bréau-et-Salagosse
Bréau-et-Salagosse foi uma comuna francesa na região administrativa de Occitânia, no departamento de Gard. Estende-se por uma área de 24,69 km². Em 2010 a comuna tinha 648 habitantes (densidade: 26,2 hab./km²). Em 1 de janeiro de 2019, foi incorporado à nova comuna de Bréau-Mars.